# Lars Haider
Lars Haider (* 5. November 1969 in Hamburg) ist ein deutscher Journalist und Autor. Er ist seit Juli 2011 Chefredakteur des Hamburger Abendblatts.

## Leben und Wirken
Lars Haider wuchs in Hamburg-Harburg auf. Er erlangte sein Abitur am Heisenberg-Gymnasium in Hamburg-Eißendorf. Als Mitglied der Turnerschaft Harburg war Haider Basketball-Schiedsrichter. Er studierte Geschichte und Politik an der Universität Hamburg und war in der Sportberichterstattung für das Hamburger Abendblatts tätig, er berichtete dabei häufig über den Basketballsport und über den Fitnesssport. Von 1996 bis 1998 besuchte er die Journalistenschule Axel Springer in Berlin, wo er unter anderem ein Volontariat in den Redaktionen von Hamburger Abendblatt, Welt am Sonntag und RTL absolvierte. Darüber hinaus machte er dort eine Zusatzausbildung zum Wirtschaftsredakteur.
Von 1998 bis 2001 arbeitete Haider als Wirtschaftsredakteur beim Hamburger Abendblatt, und von 2001 bis 2004 als stellvertretender Chef der Lokalredaktion. Von Anfang 2004 bis Februar 2006 war er Redaktionsleiter bei den Elmshorner Nachrichten, mit denen er 2005 den Deutschen Lokaljournalistenpreis der Konrad-Adenauer-Stiftung gewann. Von März 2006 bis Juni 2006 war er im Rahmen eines Executive-Trainee-Programms der Axel Springer AG in der Chefredaktion der Welt sowie beim Kurier (Wien) und der Washington Post tätig. Ab Juni 2006 war Haider Leitender Redakteur der Berliner Morgenpost, und von Juni 2007 bis Januar 2009 deren stellvertretender Chefredakteur.
Vom Februar 2009 bis Juni 2011 war Haider in Bremen Chefredakteur des Weser-Kurier. Er veränderte dessen äußeres Erscheinungsbild und entwickelte ihn zu einer Autorenzeitung.
Seit Juli 2011 ist Lars Haider Chefredakteur des Hamburger Abendblatts. Seit Februar 2016 hat er dort auch den wöchentlichen Videocast Chefvisite, in dem er nach eigenen Angaben „seine Gesprächspartner mit spontanen ‚Chefvisiten‘ [...] überrascht“.
2021 veröffentlichte Lars Haider das Buch Olaf Scholz: Der Weg zur Macht, das 2022 zum Spiegel-Bestseller wurde. Im September 2022 erschien sein Buch über den Fernsehmoderator Markus Lanz.
Im August 2023 veröffentlichte Haider mit dem Reporter Lukas Hammerstein seinen ersten Kriminalroman.
Haider ist verheiratet und Vater eines Sohnes.

## Ehrenämter
- 2009 bis 2011: Vorstandsvorsitzender der Bürgerstiftung Bremen und der Spendenaktion Weihnachtshilfe der Bremer Tageszeitungen
- Seit 2013: Mitglied im Stiftungsrat der BürgerStiftung Hamburg

## Werke

### Buchveröffentlichungen
- (Hrsg.): Wie es war. Die journalistische Erzählung. Berlin Story Verlag, Berlin 2008, ISBN 978-3-86855-002-3.
- Olaf Scholz: Der Weg zur Macht. Das Porträt. Klartext, Essen 2021, ISBN 978-3-8375-2489-5.
- Das Phänomen Markus Lanz. Auf jede Antwort eine Frage. Klartext, Essen 2022, ISBN 978-3-8375-2508-3.

### Krimis
- Einer muss den Job ja machen. Hammersteins erster Fall. Hoffmann und Campe, Hamburg 2023, ISBN 978-3-455-01630-7.
- Ich lieb' dich überhaupt nicht mehr. Hammersteins zweiter Fall. Hoffmann und Campe, Hamburg 2024, ISBN 978-3-455-01702-1.
- Hinterm Horizont geht's weiter. Hammersteins dritter Fall. Hoffmann und Campe, Hamburg 2024, ISBN 978-3-455-01779-3.